# Uvularia grandiflora
Espèce
Classification phylogénétique
Uvularia grandiflora est une espèce de plante vivace rhizomateuse à tiges parfois divisées. Elle appartient à la famille des Liliaceae selon la classification classique. La classification phylogénétique la place dans la famille des Colchicaceae.
Les feuilles, de 8 à 10 cm de long, sont ovales lancéolées, inclinées, perfoliées, de couleur vert moyen et à revers duveteux.
Les fleurs s'épanouissent au printemps. Ce sont des fleurs solitaires ou en paires, pendantes, de 2 à 5 cm de long, jaune-vert. Leur forme est campanulée, en tube. Les tépales sont libres, légèrement tordus, et les étamines sont plus longues que les styles.
Très bonne rusticité.

## Hauteur et diamètre
75 cm pour 30 cm.